# Gabriella Szabó
Gabriella Tímea Szabó (Budapest, 14 de abril de 1986) es una deportista húngara que compitió en piragüismo en la modalidad de aguas tranquilas.
Participó en tres Juegos Olímpicos de Verano, obteniendo en total cuatro medallas, dos oros en Río de Janeiro 2016, oro en Londres 2012 y plata en Pekín 2008. En los Juegos Europeos de Bakú 2015 consiguió una medalla de oro.
Ganó once medallas en el Campeonato Mundial de Piragüismo entre los años 2007 y 2015, y trece medallas en el Campeonato Europeo de Piragüismo entre los años 2007 y 2016.
En 2016 recibió la Cruz central de la Orden del Mérito de Hungría.

## Palmarés internacional
| Juegos Olímpicos   | Juegos Olímpicos        | Juegos Olímpicos  | Juegos Olímpicos |
| Año                | Lugar                   | Medalla           | Competición      |
| ------------------ | ----------------------- | ----------------- | ---------------- |
| 2008               | Pekín (China)           | Medalla de plata  | K4 500 m         |
| 2012               | Londres (Reino Unido)   | Medalla de oro    | K4 500 m         |
| 2016               | Río de Janeiro (Brasil) | Medalla de oro    | K2 500 m         |
| 2016               | Río de Janeiro (Brasil) | Medalla de oro    | K4 500 m         |
| Campeonato Mundial |                         |                   |                  |
| Año                | Lugar                   | Medalla           | Competición      |
| 2007               | Duisburgo (Alemania)    | Medalla de bronce | K2 1000 m        |
| 2009               | Dartmouth (Canadá)      | Medalla de oro    | K2 500 m         |
| 2010               | Poznań (Polonia)        | Medalla de oro    | K2 500 m         |
| 2010               | Poznań (Polonia)        | Medalla de oro    | K2 1000 m        |
| 2011               | Szeged (Hungría)        | Medalla de oro    | K4 500 m         |
| 2013               | Duisburgo (Alemania)    | Medalla de oro    | K2 1000 m        |
| 2013               | Duisburgo (Alemania)    | Medalla de oro    | K4 500 m         |
| 2014               | Moscú (Rusia)           | Medalla de oro    | K2 500 m         |
| 2014               | Moscú (Rusia)           | Medalla de oro    | K4 500 m         |
| 2015               | Milán (Italia)          | Medalla de oro    | K2 500 m         |
| 2015               | Milán (Italia)          | Medalla de plata  | K4 500 m         |
| Juegos Europeos    |                         |                   |                  |
| Año                | Lugar                   | Medalla           | Competición      |
| 2015               | Bakú (Azerbaiyán)       | Medalla de oro    | K4 500 m         |
| Campeonato Europeo |                         |                   |                  |
| Año                | Lugar                   | Medalla           | Competición      |
| 2007               | Pontevedra (España)     | Medalla de oro    | K2 1000 m        |
| 2008               | Milán (Italia)          | Medalla de oro    | K2 500 m         |
| 2009               | Brandeburgo (Alemania)  | Medalla de oro    | K2 500 m         |
| 2009               | Brandeburgo (Alemania)  | Medalla de plata  | K2 1000 m        |
| 2010               | Corvera (España)        | Medalla de oro    | K2 1000 m        |
| 2010               | Corvera (España)        | Medalla de plata  | K4 500 m         |
| 2011               | Belgrado (Serbia)       | Medalla de oro    | K2 1000 m        |
| 2011               | Belgrado (Serbia)       | Medalla de plata  | K4 500 m         |
| 2012               | Zagreb (Croacia)        | Medalla de bronce | K4 500 m         |
| 2014               | Brandeburgo (Alemania)  | Medalla de oro    | K2 500 m         |
| 2014               | Brandeburgo (Alemania)  | Medalla de oro    | K4 500 m         |
| 2016               | Moscú (Rusia)           | Medalla de oro    | K2 500 m         |
| 2016               | Moscú (Rusia)           | Medalla de oro    | K4 500 m         |